# Cisteller de la Patagònia
El cisteller de la Patagònia (Pseudasthenes patagonica) és una espècie d'ocell de la família dels furnàrids (Furnariidae).

## Hàbitat i distribució
Viu a la vegetació baixa de la Patagònia de l'Argentina occidental.